# Бриз (телерадиокомпания)
«Бриз» — украинская телерадиокомпания, основанная в 1992 году и принадлежащая Военно-морским силам Украины. С момента создания телерадиокомпания базировалась в Севастополе, однако после аннексии Крыма Россией в 2014 году перебазировалась в Одессу. «Бриз» являлся единственным телевизионным каналом Крымского полуострова, который осуществлял вещание на украинском языке.

## История

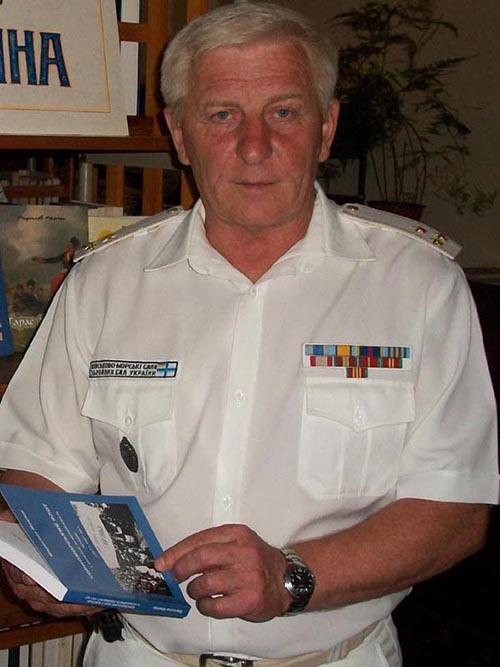
Главный редактор М. А. Мамчак

12 декабря 1992 года приказом министра обороны Украины Константина Морозова в Севастополе был создан Телерадиоцентр Военно-морских сил Украины «Бриз». Основателем «Бриза» стал Мирослав Мамчак. Впервые в эфир «Бриз» вышел в 21 ноября 1994 года. 15 июня 1995 года ТРК «Бриз» получил лицензию на вещание от Национального совета Украины по вопросам телевидения и радиовещания.
В конце 2001 года «Бриз» был преобразован в телерадиокомпанию. В 2002 году телерадиокомпания получила лицензию Национального совета Украины по вопросам телевидения и радиовещания на право круглосуточного и ежедневного эфирного радиовещания на частотах 72,02 МГц и 102,0 МГц и право на пользование 11-м телевизионным каналом.
В ходе президентских выборов 2004 года на Украине М. Мамчак был временно отстранён от эфира. В 2007 году ГТРК «Крым» прекратил трансляцию ежедневной часовой программы ТРК «Бриз». По словам Мамчака причиной отказа от трансляции стала программы «Евро выбор» и фильма «Непокорённый» о Романе Шухевиче.
В 2012 году Национальный совет Украины по вопросам телевидения и радиовещания аннулировал лицензию телерадиокомпании «Бриз».
В ходе аннексии Крыма Российской Федерацией помещения ТРК «Бриз» были захвачены, а сам телеканал был отключён от эфира. Порядка 70 % сотрудников «Бриза» продолжили работать в Черноморском флоте РФ. Тем не менее, 1 ноября 2014 года руководство российского флота приняло решение о ликвидации «Бриза».
После захвата помещений в Севастополе лояльная Украине часть персонала телерадиокомпании перебазировалась в Одессу, где «Бриз» получил эфирное время на телеканале «Первый городской». К этому моменту журналисты лишились своего имущества в Крыму и имели лишь три видеокамеры.
В феврале 2015 года во время боёв за Дебальцево погиб корреспондент «Бриза», капитан 3-го ранга Дмитрий Лабуткин, ставший первым погибшим военным журналистом российско-украинской войны.

## Главные редакторы
- Мирослав Мамчак (1994—2010)[11]
- Олег Чубук (и. о., 2004)[12]
- Иван Чмиль (2010—н. в.)[13]
- Алина Деак (2019-н.в.)

## Позиция и критика
Журналисты ТРК «Бриз», работая в Севастополе поддерживали, идею евроатлантической интеграции, территориальную целостность Украины и развитие украинского флота. Занятая «Бризом» позиция подвергалась критике со стороны пророссийских организаций города за пропаганду украинского национализма.
В феврале 2008 года под офисом «Бриза» состоялся пикет ряда пророссийски политических партий из-за проукраинской позиции телеканала.
В апреле 2010 года председатель Севастопольской ГГА Валерий Саратов направил письмо министру обороны Украины Михаилу Ежелю, где раскритиковал редакционную политику «Бриза» и потребовал увольнения его руководителя Мирослава Мамчака за критику Харьковских соглашений и действий российских военных в Севастополе.